# Angelines Fernández
María de los Ángeles Fernández Abad (Madrid, 30 de julio de 1924-Ciudad de México, 25 de marzo de 1994), conocida como Angelines Fernández, fue una actriz y comediante española nacionalizada mexicana. Es recordada por haber interpretado al personaje de Doña Clotilde, la Bruja del 71, en la serie El Chavo del 8. 
En su adolescencia, fue guerrillera y luchó junto a la República en la guerra civil española. Tras la victoria franquista, en 1947 decidió emigrar a México, donde se consagró como actriz y obtuvo la nacionalidad mexicana. En 1955, debutó en cine con un papel secundario en la película, Maternidad imposible, la cual le valió para ser considerada como una de las actrices de la Época de Oro del cine mexicano. 
Algunos de los filmes destacados que realizó incluyen El diario de mi madre (1958), Misterios de la magia negra (1958), El esqueleto de la señora Morales (1960), El padrecito (1964), Corona de lágrimas (1968), y El profe (1971). Sin embargo, logró el éxito internacional cuando comenzó a trabajar con Roberto Gómez Bolaños en El Chavo del 8, teniendo su primera aparición en un capítulo de esa serie en 1972. Adicional al Chavo, también intervino en otras producciones de Bolaños que incluyeron El Chapulín Colorado, y Chespirito.

## Biografía y carrera

### 1924-1947: primeros años y guerra civil española
María de los Ángeles Fernández Abad nació el 30 de julio de 1924 en Madrid, España, siendo hija de José Fernández y Manuela Abad.
A los once años de edad, inició una breve carrera como actriz de teatro, misma que se vio interrumpida en 1936 con el inicio de la guerra civil española. Tras esto, siendo una adolescente de doce años, se unió a las guerrillas antifascistas y anarcosindicalistas como defensora del bando republicano, peleando contra el fascismo del general Francisco Franco. Después de la victoria del general Franco, al finalizar la guerra en 1939, vivió durante otros ocho años más en España, antes de decidir abandonar el país en 1947, ya que temía por su vida porque solía ser vigilada por el gobierno del antedicho dictador.

### 1947-1994: emigración y consagración en México
Al salir de España en 1947, emigró a México junto a otros refugiados como artista de una compañía de teatro. No obstante, mientras sus papeles como emigrante se arreglaban, tuvo que pasar una corta temporada en La Habana, y una vez finalizado su proceso migratorio, obtuvo la nacionalidad mexicana y pasó el resto de su vida viviendo en México. Ya radicada formalmente, prosiguió con su carrera actoral trabajando en teleteatros, a los que fue invitada por su compatriota Ángel Garasa, y también laboró en la estación de radio XEW. 
Intervino en películas junto a artistas mexicanos como Cantinflas y Arturo de Córdova. Sin embargo, su papel más importante fue el de Doña Clotilde, la Bruja del 71, la eterna enamorada de Don Ramón, personaje representado por su amigo, el actor Ramón Valdés, en la serie Chespirito desde 1971 y posteriormente El Chavo del 8 a partir de 1973. Obtuvo el papel gracias a Valdés, quien la presentó a Chespirito. En septiembre de 1957, procreó a una hija a la que bautizo como Paloma Fernández.

## Muerte
El 25 de marzo de 1994, Fernández falleció en Ciudad de México a los 69 años de edad, a causa de trastornos de la conducción cardiaca, insuficiencia respiratoria aguda e insuficiencia renal crónica. Su cuerpo fue sepultado en una cripta del panteón Mausoleos del Ángel, ubicado en la misma ciudad.

## Legado

### Personificaciones
En 2025, la actriz mexicana Andrea Noli la personificó en Chespirito: sin querer queriendo, una serie biográfica sobre la vida y carrera de Roberto Gómez Bolaños.

### Videojuegos
| Año  | Título           | Notas                                            | Ref.          |
| ---- | ---------------- | ------------------------------------------------ | ------------- |
| 2003 | Street Chaves    | Como Doña Clotilde (Dona Clotilde - Bruxa do 71) | [ 19 ] [ 20 ] |
| 2022 | Street Chaves II | Como Doña Clotilde (Dona Clotilde - Bruxa do 71) | [ 21 ]        |

## Filmografía

### Cine
| Año  | Título                                               | Papel                                     | Notas         |
| ---- | ---------------------------------------------------- | ----------------------------------------- | ------------- |
| 1955 | Maternidad imposible                                 | Pasajera de autobús                       |               |
| 1958 | El diario de mi madre                                | Leonor                                    |               |
| 1958 | El águila negra contra los enmascarados de la muerte | Personaje desconocido                     | No acreditada |
| 1958 | Misterios de la magia negra                          | Laura                                     |               |
| 1959 | Mi niño, mi caballo y yo                             | Personaje desconocido                     |               |
| 1960 | El esqueleto de la señora Morales                    | Clara, hermana de Gloria                  |               |
| 1963 | Vuelven los Argumedo                                 | Nina                                      | No acreditada |
| 1963 | Mi vida es una canción                               | Personaje desconocido                     |               |
| 1964 | El padrecito                                         | Sara, hermana de Damián                   |               |
| 1966 | Fuera de la ley                                      | Señorita moralista                        |               |
| 1966 | Estrategia matrimonial                               | Margarita                                 |               |
| 1967 | Un novio para dos hermanas                           | Profesora de piano                        |               |
| 1968 | Despedida de casada                                  | Personaje desconocido                     |               |
| 1968 | Esta noche si                                        | Personaje desconocido                     |               |
| 1968 | Corona de lágrimas                                   | Mercedes Ancira, mamá de Olga             |               |
| 1969 | Un Quijote sin mancha                                | Prudencia Pingarrón                       |               |
| 1971 | El profe                                             | Mamá de Martín                            | No acreditada |
| 1971 | El cielo y tú                                        | Mujer conservadora en iglesia             | No acreditada |
| 1974 | Tráiganlos vivos o muertos                           | Personaje desconocido                     |               |
| 1975 | El agente viajero                                    | Personaje desconocido                     |               |
| 1978 | Oye Salomé!                                          | Doña Elena, mamá de Guadalupe             |               |
| 1979 | El Chanfle                                           | Esposa de Paco, empleada de supermercado  |               |
| 1982 | El Chanfle 2                                         | Esposa de Paco, secretaria del Sr. Matute |               |
| 1983 | Don ratón y don ratero                               | Sirvienta                                 |               |
| 1984 | Charrito                                             | Maquillista                               |               |
| 1990 | Dos judiciales en aprietos                           | Personaje desconocido                     |               |
| 1990 | Sor Batalla                                          | Madre superiora                           |               |
| 1990 | Bella entre las flores                               | Doña Perfecta de Rico                     |               |

### Televisión
| Año             | Título                 | Papel                                             |
| --------------- | ---------------------- | ------------------------------------------------- |
| 1959            | Teresa                 | Esmeralda                                         |
| 1959            | Cadenas de amor        | Irma                                              |
| 1960            | Gabriela               | Personaje desconocido                             |
| 1960            | El hombre de oro       | Personaje desconocido                             |
| 1960            | Un amor en la sombra   | Personaje desconocido                             |
| 1960            | Claudia                | Personaje desconocido                             |
| 1961            | La familia del 6       | Personaje desconocido                             |
| 1961            | La telaraña            | Personaje desconocido                             |
| 1962            | La madrastra           | Personaje desconocido                             |
| 1962            | La herida del tiempo   | Personaje desconocido                             |
| 1964            | Teatro del cuatro      | Personaje desconocido                             |
| 1964            | La intrusa             | Personaje desconocido                             |
| 1965            | Tú eres un extraño     | Personaje desconocido                             |
| 1966            | Sonata de otoño        | Personaje desconocido                             |
| 1966            | La duquesa             | Personaje desconocido                             |
| 1969            | Encadenados            | Personaje desconocido                             |
| 1970            | Rafael                 | Juliana                                           |
| 1970, 1980-1991 | Chespirito             | Doña Clotilde, La Bruja del 71, varios personajes |
| 1972-1991       | El Chavo del 8         | Doña Clotilde, La Bruja del 71                    |
| 1973-1978       | El Chapulín Colorado   | Varios personajes                                 |
| 1974            | Ha llegado una intrusa | Carmelita                                         |
| 1977            | Rina                   | Trabajadora social                                |
| 1978            | Gotita de gente        | Patricia                                          |
| 1979-1980       | La chicharra           | Úrsula                                            |